# Anachlysictis
Anachlysictis gracilis is een uitgestorven buideldierachtige behorend tot de familie Thylacosmilidae van de Sparassodonta. Het was een carnivoor en Anachlysictis leefde tijdens het Mioceen in Zuid-Amerika.

## Fossiele vondsten
Anachlysictis werd beschreven in 1997 op basis van een onderkaak met delen van het gebit. Dit holotype is het enige fossiel dat van het dier is gevonden. De vondst is gedaan in de Villavieja-formatie in Colombia en dateert uit het Midden-Mioceen, vallend binnen de South American Land Mammal Age Laventan (13,8-11,8 miljoen jaar geleden).

## Kenmerken
Anachlysictis had een geschat gewicht van 16 tot 18 kg. 